# فرودگاه محلی ساوثوست میشیگان
فرودگاه محلی ساوثوست میشیگان (به انگلیسی: Southwest Michigan Regional Airport) (به زبان بومی: Benton Habor Regional Airport) یک فرودگاه همگانی با کد یاتا BEH است که یک باند فرود آسفالت دارد و طول باند آن ۱۵۵۷ متر است. این فرودگاه در کشور ایالات متحده آمریکا قرار دارد و در ارتفاع ۱۹۶ متری از سطح دریا واقع شده است.